# Гранха Авикола Буфадора, Г. Авикола Азусена (Енсенада)
Гранха Авикола Буфадора, Г. Авикола Азусена (шп. Granja Avícola Bufadora, G. Avícola Azucena) насеље је у Мексику у савезној држави Доња Калифорнија у општини Енсенада. Насеље се налази на надморској висини од 40 м.

## Становништво
Према подацима из 2005. године у насељу је живело 6 становника.

### Хронологија
| Година       | 2000         | 2005 |
| ------------ | ------------ | ---- |
| Становништво | 23 (12 / 11) | 6    |

### Попис
| # | Индикатор                        | Вредност |
| - | -------------------------------- | -------- |
| 1 | Укупно појединачних домаћинстава | 2        |